# Pristimera arnottiana
Pristimera arnottiana är en benvedsväxtart som först beskrevs av Wight, och fick sitt nu gällande namn av R.H.Archer. Pristimera arnottiana ingår i släktet Pristimera och familjen Celastraceae. Inga underarter finns listade.